# Artère pulmonaire
 (mars 2025).
Si vous disposez d'ouvrages ou d'articles de référence ou si vous connaissez des sites web de qualité traitant du thème abordé ici, merci de compléter l'article en donnant les références utiles à sa vérifiabilité et en les liant à la section « Notes et références ».
Les artères pulmonaires sont les artères de la circulation pulmonaire qui transportent le sang désoxygéné du cœur aux deux poumons.
Elles comprennent le tronc pulmonaire et les artères pulmonaires droite et gauche.
Le tronc pulmonaire naît du ventricule droit du cœur et se divise en deux artères pulmonaires gauche et droite, chacune se ramifiant dans le poumon correspondant.

## Tronc pulmonaire

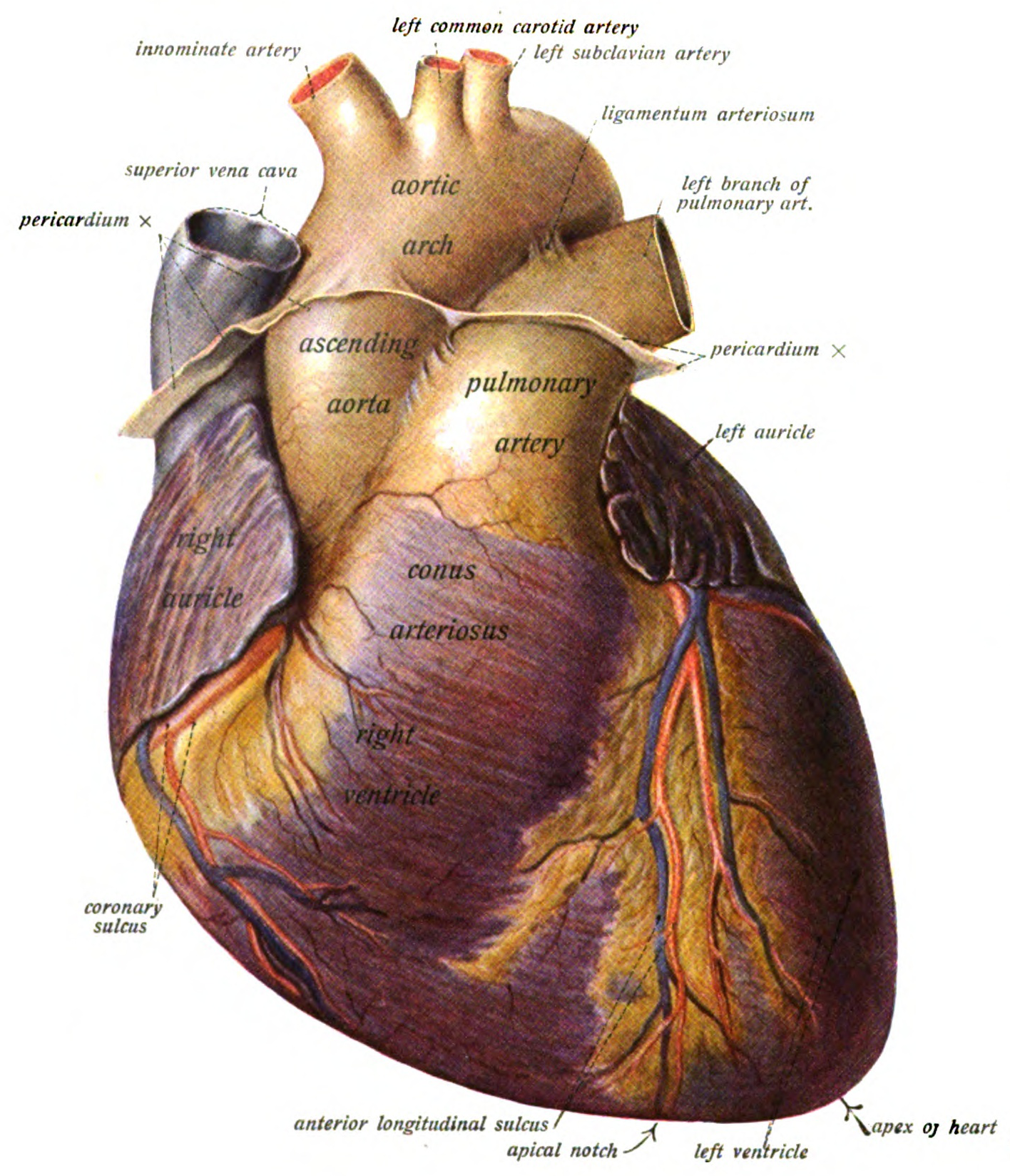
Cœur et gros vaisseaux vus de face, montrant le tronc pulmonaire

Le tronc pulmonaire (ou artère pulmonaire) est une artère située dans le thorax qui nait du ventricule droit du cœur.
Il mesure 5 cm de longueur et 30 mm de diamètre, pour une épaisseur de paroi de 1,5 mm.

### Trajet
Le tronc pulmonaire nait de son orifice dans le ventricule droit du cœur en avant de l'aorte ascendante. Il se dirige vers le haut, la gauche et l'arrière en décrivant la moitié d'un tour de spire contre la face antérieure puis la face latérale gauche de l'aorte. Il se divise sous la crosse de l'aorte en deux artères terminales, les artères pulmonaires droite et gauche formant la bifurcation du tronc pulmonaire . Cette dernière forme un angle obtus de 130 à 150 ° ouvert en haut, en arrière et à droite.

### Rapports
Le tronc pulmonaire est contenu avec l'aorte ascendante dans la gaine séreuse formée du feuillet pariétal du péricarde et de l'épicarde. 
Le tronc pulmonaire est en dans la continuité de l'ouverture supérieure de cône artériel du ventricule droit.
Il est en rapport avec des branches du plexus cardiaque (plexus nerveux) et des vaisseaux lymphatiques cardiaques à gauche et en arrière.
À gauche et à droite, par l'intermédiaire de la séreuse, l'origine du tronc pulmonaire est en rapport avec les artères coronaires et les auricules respectifs.
Plus haut et toujours séparé par la séreuse, il est en rapport en arrière avec la face antérieure de l'atrium gauche puis les nœuds lymphatiques trachéobronchiques inférieurs. À gauche, il est en rapport avec la plèvre et le poumon gauche. En avant, il est en rapport avec le thymus ou son reliquat.
La bifurcation du tronc pulmonaire s'effectue légèrement à gauche de la bifurcation trachéale selon un angle ouvert vers le haut et la droite. Elle est située en avant de la bronche principale gauche et en dessous, en avant et à gauche de l'arc aortique, auquel elle est reliée par le ligament artériel.

### Branches

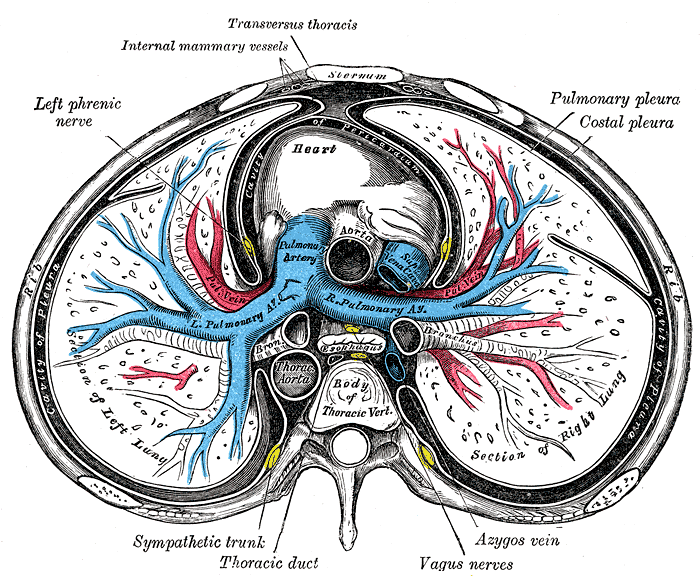
Coupe transversale du thorax au niveau de la bifurcation du tronc pulmonaire, vue de haut, montrant les artères pulmonaires droite et gauche

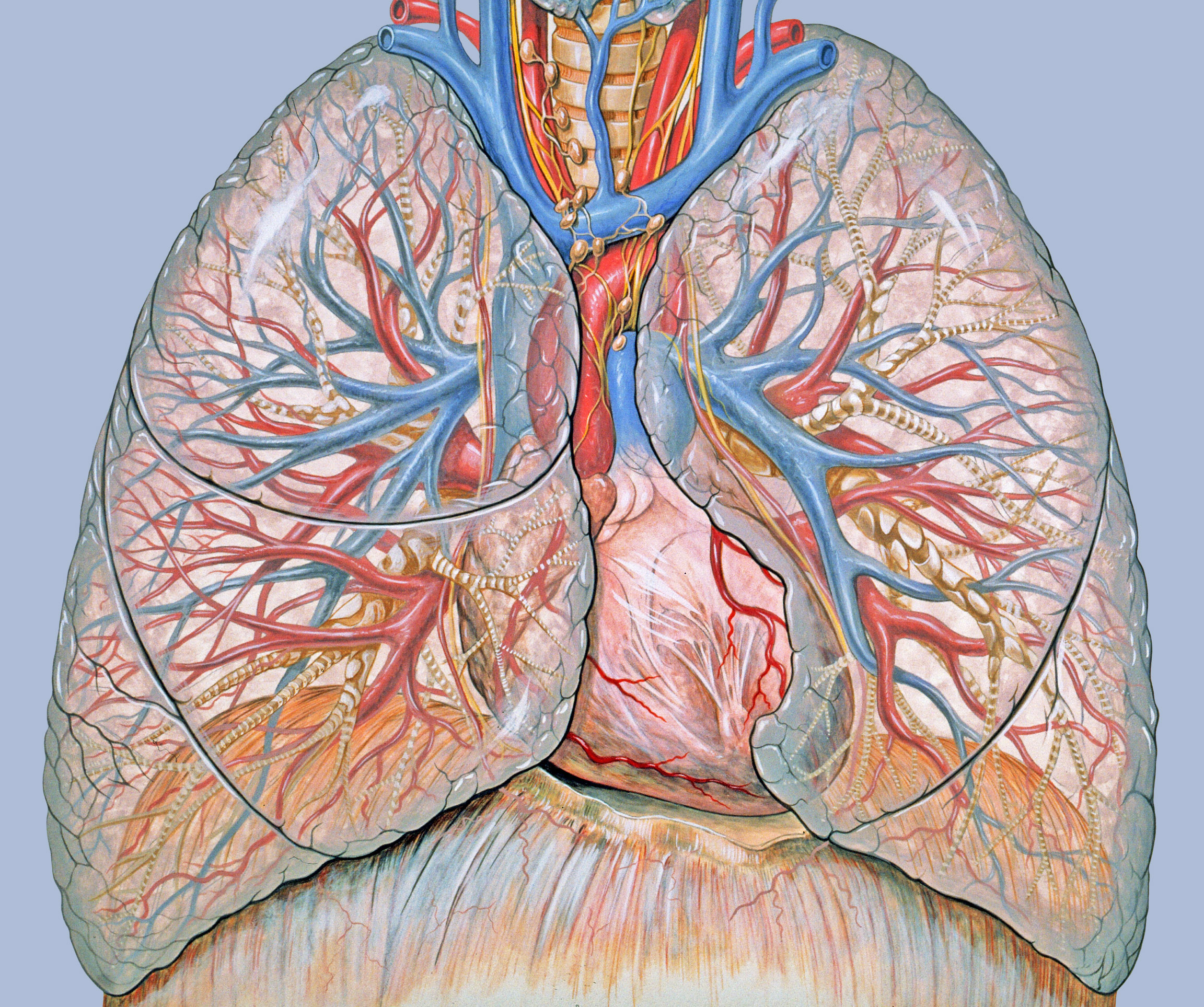
Schéma de la ramification des artères pulmonaires, vue de face

Les artères pulmonaires droite et gauche sont les branches terminales du tronc pulmonaire. L'artère pulmonaire droite est la plus large et la plus volumineuse des deux. Chacune d'entre elles se dirige vers le hile du poumon correspondant, contourne son axe bronchique médialement et se termine dans son lobe inférieur. Chacune donne plusieurs branches qui se ramifient de la même manière que les bronches.

## Artère pulmonaire droite
L'artère pulmonaire droite mesure 5 cm de longueur et a initialement un trajet horizontal vers la droite. Elle croise en avant la portion ascendante de l'aorte puis la veine cave supérieure. 
Elle est en rapport en arrière avec la bifurcation trachéale et la bronche principale droite, qu'elle croise au niveau de la naissance de la bronche lobaire supérieure droite. Elle croise au-dessus l'arc aortique puis l'arc de la veine azygos. Enfin, elle est en rapport en dessous avec l'atrium droit.
Au niveau du hile pulmonaire, son trajet est légèrement descendant vers l'avant. Elle croise la bronche intermédiaire en arrière et passe au-dessus de la bronche lobaire moyenne. Elle s'incurve ensuite encore vers le bas et continue le long de la face antérolatérale de la bronche lobaire inférieure. Elle croise successivement la face antérolatérale de la bronche segmentaire supérieure du lobe inférieur, les faces postérolatérales des bronches segmentaires basales antérieure et latérale. Elle termine alors sa course le long de la face postérieure de la bronche segmentaire basale postérieure.
Dans le poumon, l'artère pulmonaire donne plusieurs branches collatérales successives, dont le nombre et la disposition varient d'un individu à l'autre.
L'artère pulmonaire droite donne les trois artères lobaires supérieure, moyenne et inférieure.

### Artère lobaire supérieure de l'artère pulmonaire droite
L'artère lobaire supérieure de l'artère pulmonaire droite se retrouve dans la littérature sous plusieurs noms : l'artère lobaire supérieure droite de Lucien ou artère du lobe supérieur de Lodge ou artère principale du lobe supérieur droit d’Hovelacque ou  premier rameau de l’artère pulmonaire de Narath ou tronc antérieur de l’artère pulmonaire droite de Boyden ou artère médiastinale du poumon droit ou artère scissurale (fissurale) du lobe supérieur du poumon droit.
C'est la plus volumineuse des artères lobaires de l'artère pulmonaire droite. Elle nait devant et légèrement en dessous et en dedans de la bronche lobaire supérieure, se dirige en haut et en dehors. Elle se divise au niveau de la terminaison de la bronche lobaire supérieure pour donner les artères segmentaires 
- apicale de l'artère pulmonaire droite,
- antérieure de l'artère pulmonaire droite (ou médiastinale ventrale du poumon droit)
- postérieure de l'artère pulmonaire droite.

Ces deux dernières donnant un rameau ascendant et un rameau descendant.

### Artère lobaire moyenne de l'artère pulmonaire droite
L'artère lobaire moyenne de l'artère pulmonaire droite (ou rameau du lobe moyen de l'artère pulmonaire droite) nait lorsque l'artère pulmonaire droite croise la bronche lobaire intermédiaire droite. Elle se dirige en bas et en avant. Puis elle se divise en :
- artère segmentaire médiale (ou artère du segment interne du lobe moyen ou artère interne du lobe moyen du poumon droit),
- artère segmentaire latérale (ou artère du segment externe du lobe moyen du poumon droit).

Parfois, l'artère lobaire moyenne est dédoublée.

### Artère lobaire inférieure de l'artère pulmonaire droite
Après la naissance de l'artère lobaire moyenne, l'artère pulmonaire droite devient l'artère lobaire inférieure de l'artère pulmonaire droite (ou rameau du lobe moyen de l'artère pulmonaire droite). Elle contourne en spirale la bronche lobaire inférieure droite à partir de sa face antérieure et externe pour se terminer sur la face postérieure de la bronche basale postérieure.
De sa face postéro-latérale nait l'artère segmentaire supérieure, puis elle se prolonge par la partie basale des artères lobaires inférieures du poumon droit (ou artère basale du poumon droit).
L'artère segmentaire supérieure de l'artère pulmonaire droite (ou rameau apical de l'artère pulmonaire inférieure ou artère de Nelson ou artère apicale du lobe inférieur du poumon) se dirige horizontalement en arrière et se divise en rameaux sous-segmentaires.
La partie basale donne :
- une ou deux artères segmentaires basales antérieures de l'artère pulmonaire (ou  rameau basal antérieur ou artère basale antérieure ou artère antérobasale de l'artère pulmonaire),
- une à trois artères segmentaires basales latérales de l'artère pulmonaire (ou  artère basale externe ou artère latérobasale de l'artère pulmonaire),
- une artère segmentaire basale médiale de l'artère pulmonaire (ou artère basale interne ou artère paracardiaque),
- une artère segmentaire basale postérieure de l'artère pulmonaire droite (ou artère dorsobasale ou artère terminobasale ou artère postérobasale de l'artère pulmonaire).

## Artère pulmonaire gauche
L'artère pulmonaire gauche mesure environ 3 cm de longueur et a initialement un trajet oblique en haut, en arrière et vers la gauche. Elle est en rapport avec la bronche principale gauche en arrière qu'elle croise avant l'origine de la bronche lobaire supérieure gauche. Elle est également en rapport avec l'atrium gauche puis la bronche lobaire supérieure gauche en dessous, et avec une partie de l'arc aortique au-dessus.
Au niveau de sa naissance au niveau de la bifurcation du tronc pulmonaire, elle est reliée à l'aorte par le ligament artériel.
Elle contourne la bronche principale gauche en passant devant et au-dessus de celle-ci. Elle passe en arrière de la bronche lobaire supérieure puis rejoint la face antérolatérale de la bronche lobaire inférieure. Elle croise successivement la face antérolatérale de la bronche segmentaire supérieure du lobe inférieur, les faces postérolatérales des bronches segmentaires basales antérieure et latérale. Elle termine enfin sa course le long de la face postérieure de la bronche segmentaire basale postérieure.
L'artère pulmonaire gauche donne plusieurs branches collatérales successives, dont le nombre et la disposition varient d'un individu à l'autre. La nomenclature anatomique retient l'artère lobaire supérieure et l'artère lobaire inférieure de l'artère pulmonaire gauche.

### Artère lobaire supérieure de l'artère pulmonaire gauche
Les artères lobaires supérieures de l'artère pulmonaire gauche sont au nombre de trois à cinq. On peut les retrouver dans la littérature sous d'autres dénominations comme artères médiastinales ou artères scissurales.du lobe supérieur du poumon gauche.
On trouve l'artère segmentaire apicale de l'artère pulmonaire gauche (ou artère médiastinale supérieure ou rameau apical de l'artère pulmonaire gauche).  Elle est parfois double avec un rameau antérieur (ou artère médiastinale antérieure)  et un rameau postérieur (ou artère médiastinale postérieure).
Au niveau de la face externe de la partie antéropostérieure de l'artère pulmonaire gauche nait l'artère segmentaire antérieure de l'artère pulmonaire gauche (ou artère médiastinale ventrale du poumon gauche).
Au niveau du début de la partie descendante de l'artère pulmonaire gauche, nait l'artère segmentaire postérieure de l'artère pulmonaire gauche (ou artère dorsale supérieure). Elle peut naître par un tronc commun avec l'artère segmentaire apicale en formant le rameau postérieur de cette dernière. Ce tronc commun était parfois nommé tronc apicopostérieur.
La lingula du poumon gauche est irriguée par l'artère lingulaire (ou rameau lingulaire) de l'artère pulmonaire gauche. Elle nait au-dessous de l'artère segmentaire supérieure de l'artère pulmonaire gauche. Elle rejoint puis se divise comme la bronche lingulaire. Pour 20% des individus elle existe en double exemplaires une artère lingulaire supérieure qui nait au même endroit et une artère lingulaire inférieure qui nait 1 cm au-dessous.

### Artère lobaire inférieure de l'artère pulmonaire gauche
L'artère pulmonaire gauche devient l'artère inférieure de l'artère pulmonaire gauche après avoir donné naissance à l'artère lingulaire. Elle devient la partie basale des artères lobaires inférieures du poumon gauche après avoir donné naissance sur sa face postérieure à l'artère segmentaire supérieure.
L'artère segmentaire supérieure de l'artère pulmonaire gauche (ou artère du segment de Nelson ou artère apicale du lobe inférieur du poumon). Elle est unique une fois sur deux.
La partie basale donne naissance à 
- l'artère segmentaire basale antérieure (ou artère ventrobasale du lobe inférieur du poumon),

Anatomie schématique du cœur ouvert.

- l'artère segmentaire basale latérale qui donne deux rameaux soussegmentaires médial et latéral,
- l'artère segmentaire basale médiale qui donne deux rameaux soussegmentaires antérieur et postérieur,
- l'artère segmentaire basale postérieure qui donne deux rameaux soussegmentaires médial et latéral.

1. Oreillette droite
2. Oreillette gauche
3. Veine cave supérieure
4. Aorte
5. Artère pulmonaire
6. Veines pulmonaires
7. Valve mitrale
8. Valve aortique
9. Ventricule gauche
10. Ventricule droit
11. Veine cave inférieure
12. Valve tricuspide
13. Valve pulmonaire

## Physiologie
L'artère pulmonaire contient du sang peu oxygéné et riche en gaz carbonique, contrairement au réseau artériel classique. La pression de l'artère pulmonaire est bien inférieure à celle dans l'aorte, pour un débit identique.
Chez le fœtus la majorité du flux sanguin de l'artère pulmonaire est dévié par le canal artériel vers l'aorte. La connexion du canal artériel avec l'aorte se fait après le départ des artères destinées au cerveau du fœtus. À la naissance, ce canal se ferme assurant le schéma circulatoire habituel et devient le ligament artériel. 
(voir aussi circulation fœtale)

## Exploration
Les artères pulmonaires peuvent être visualisées avec plusieurs techniques. Elles peuvent également être cathéterisées. La mesure de la pression peut être effectuée par échographie ou par cathétérisme.

### Visualisation des artères pulmonaires
- La silhouette de l'artère pulmonaire peut être visualisée sur une radiographie pulmonaire de face. Elle correspond au deuxième arc (arc pulmonaire) du bord gauche du cœur. L'apport de cet examen reste cependant faible dans ce but.
- L'échographie cardiaque permet de visualiser le départ du tronc de l'artère pulmonaire mais guère plus.
- L'échographie cardiaque par voie trans-œsophagienne permet de visualiser le tronc de l'artère pulmonaire et sa bifurcation.
- L'angiographie, par injection directe d'un produit de contraste dans l'artère pulmonaire au cours d'un cathétérisme droit, permet de bien visualiser l'ensemble de l'arbre artériel. Cet examen nécessite cependant un abord complexe de l'artère (cf ci-dessus le cathétérisme) au cours d'une hospitalisation. Elle n'est plus très utilisée actuellement.
- Le scanner thoracique, permet de bien visualiser les artères pulmonaires de gros et de moyen calibre après une simple injection d'un produit de contraste par voie intraveineuse périphérique. En règle générale, l'acquisition se fait en une seule passe (scanner spiralé) et non en plusieurs coupes.
- L'imagerie par résonance magnétique, bien que fournissant des images correctes des artères, n'est guère utilisée dans ce but.
- La scintigraphie pulmonaire de perfusion ne permet pas de voir directement les artères pulmonaires, mais les conséquences de leurs obstructions en montrant une répartition non homogène du traceur radioactif témoignant d'obstructions de la vascularisation pulmonaire.

### Cathétérisme
On monte un cathéter - appelé cathéter de Swan-Ganz - directement dans cette dernière (ponction d'une grosse veine, par exemple de la veine fémorale sous anesthésie locale, puis montée de ce cathéter par la veine cave inférieure, l'oreillette droite, le ventricule droit et l'artère pulmonaire) sous contrôle radiographique. Le cathéter est connecté à un capteur de pression permettant de visualiser en temps réel l'évolution de la pression selon le cycle cardiaque. Cet examen est le plus fiable mais nécessite une hospitalisation et des conditions d'asepsie chirurgicale. Il permet de mesurer la pression, mais également de mesurer le contenu en oxygène du sang prélevé en différents endroits. La mesure du débit cardiaque peut être également faite dans le même temps (méthode de thermodilution).

## Maladies des artères pulmonaires
L'embolie pulmonaire est une obstruction de ces artères par un caillot ou une bulle de gaz qui ne se dissout pas dans le sang (décompression des plongeurs). Les artères ne sont généralement pas les responsables de l'accident, mais subissent les effets de la maladie thromboembolique. Les examens permettant d'explorer l'embolie sont essentiellement :
- la scintigraphie de ventilation-perfusion qui permet sur un poumon sain de voir une différence entre la ventilation normale du poumon et une vascularisation perturbée par le caillot. Cet examen est le plus sensible à détecter une différence entre ventilation et perfusion ce qui fait le diagnostic ;
- l'angioscanner (couplage artériographie/scanner) se réalise plus volontiers sur un poumon déjà malade, et permet de voir directement l'absence de prise de contraste ou amputation par la partie embolisée de l'arbre vasculaire pulmonaire.

Certaines cardiopathies congénitales peuvent concerner ces artères :
- une absence ou atrésie de l'artère pulmonaire ;
- un rétrécissement ou sténose de l'artère pulmonaire (voir la Tétralogie de Fallot) ;
- une malposition, exemple : la transposition des gros vaisseaux…

La pression de l'artère pulmonaire peut être trop élevée. Il s'agit dans ce cas d'une hypertension artérielle pulmonaire ou HTAP qui est une maladie totalement différente de l'hypertension artérielle commune. Elle peut être soit primitive (c'est-à-dire sans cause) soit secondaire (médicaments notamment les amphétaminiques utilisés comme coupe-faim, insuffisance respiratoire chronique, embolie pulmonaire importante ou à répétition…).